# Wilfried Lorenz
Wilfried Lorenz (ur. 18 stycznia 1932 w Rostocku) – niemiecki żeglarz sportowy. Srebrny medalista olimpijski z Tokio.
Zawody w 1964 były jego jedynymi igrzyskami. Startował we wspólnej reprezentacji Niemiec, był jednak reprezentantem NRD i zajął drugie miejsce w klasie Dragon. Partnerowali mu sternik Peter Ahrendt i Ulrich Mense.